# The Massacre of St Bartholomew's Eve
The Massacre of St Bartholomew's Eve (La matanza de San Bartolomé) es el cuarto serial de la tercera temporada de la serie británica de ciencia ficción Doctor Who, emitida originalmente en cuatro episodios semanales del 5 al 26 de febrero de 1966. Este serial marca la primera aparición de Jackie Lane como la acompañante Dodo Chaplet.

## Argumento
La TARDIS aterriza en París, Francia, en el año 1572. Desde el principio, el Primer Doctor y Steven Taylor están en peligro, ya que las tensiones entre los protestantes y los católicos están en un punto febril en la ciudad. Mientras el Doctor va a visitar al boticario Charles Preslin, Steven se queda a beber en una taberna. Allí conoce a Nicholas Muss, un hugonote que le invita cuando no puede pagar. Le explica que la tensión en París comenzó cuando el príncipe Enrique de Navarra, protestante, se casó con la princesa católica Margarita de Valois, hermana del rey. Mientras van a casa, se encuentran con Anne Chaplet, una sirvienta aterrorizada porque la obligan a entrar al servicio del Abad Católico de Amboise, y ha escuchado que algunos guardias pagados por el Cardenal estaban hablando de repetir una matanza de protestantes en París, algo que ella ya vivió diez años atrás en su pueblo natal. Para protegerla a ella y su información, Nicholas hace que Anne entre al servicio de su amo, Gaspar de Coligny, el protestante más importante en la corte. Steven se queda con él para evitar problemas en la ciudad, ya que el Doctor no volvió a la taberna como habían acordado.
Al día siguiente, el Abad de Amboise llega a su residencia en París. Tiene la misma apariencia y la misma voz que el Doctor, y es un fanático religioso que actúa en nombre del siempre ausente Cardenal de Lorraine, y que tiene intención de hacer una caza de brujas contra todos los herejes, incluidos abogados y hugonotes. Manda buscar a Anne Chaplet, convencido de que ha hablado a los protestantes de sus planes, y envía a su secretario Roger Colbert para la tarea. Este llega a la casa de Coligny e intenta convencer a Nicholas, Gaston y Steven de que lo que ha dicho Anne son imaginaciones suyas. Poco después, Steven espía a Colbert hablando con el Abad, y se sorprende de que este parezca ser el Doctor. Cuando Steven y Nicholas van a la tienda de Preslin en busca del Doctor, descubren que la tienda lleva cerrada dos años, desde que Preslin fue arrestado por herejía. Esto le hace sospechar a Nicholas de que Steven sea un espía empleado por el Abad, que para él es el Doctor.
En el Consejo de Francia hay una lucha de poder entre el apasionado Tavannes, Mariscal de Francia, católico, y el más cauteloso Almirante De Coligny, que intenta persuadir a la corte de que hagan retroceder a los holandeses en su guerra contra España. Al final del Consejo, De Coligny está seguro de que han escuchado su consejo.
Steven se ha alejado de Nicholas y decide ir por las calles de París a solas. Se dirige a la casa del Abad, creyendo que es el Doctor, y se esconde allí mientras Tavannes, Duval y Colbert se encuentran para discutir sus planes. Tavannes asegura que "El mendigo del mar" morirá al día siguiente mientras contrata un asesino para que realice el asesinato cuando salga del Consejo Real en el Louvre. "Mendigo del mar" es un nombre en clave para De Coligny, pero esto no lo revelan. Se trata de una orden directa de Catalina de Médici, la Reina Madre, y la que verdaderamente manda en Francia, ya que su hijo, el débil Carlos IX de Francia, no le debe mucho a su poder y autoridad. Cuando cae la noche, Steven sale y se encuentra con que Anne le ha seguido. Le han despedido por defender la inocencia de Steven en la trama católica. Deciden esconderse en la tienda vacía de Preslin e intentar descubrir la identidad del mendigo del mar. Al comenzar la búsqueda acuerdan que si se separaran se volverían a encontrar en la tienda de Preslin.
Cuando el Consejo se reanuda a la mañana siguiente, Tavannes y De Coligny siguen en conflicto, y el Rey está menos inclinado a los argumentos de Coligny para entrar en guerra. También discuten sobre los asuntos locales, exigiendo De Coligny más acción para proteger a los hugonotes. Al hacerlo, insulta a la Reina Madre, que abandona la sala furiosa. Entonces se disuelve el Consejo dos días, hasta el día de San Bartolomé.
Steven y Anne llaman al abad, descubriendo a la vez que este no es el Doctor y la identidad del mendigo del mar. Los dos escapan antes de que puedan detenerlos, pero el Abad y sus secuaces quedan alertados del peligro que representan. Steven y Anne se ponen en contacto con Nicholas para avisarle de que están a punto de asesinar a su amo. Este sale corriendo y es testigo del intento de asesinato, pero por suerte solo logran herirle.
Tavannes piensa que el fallido asesinato es culpa del Abad, que se ha convertido en un lastre, y deciden arrestarlo, sospechando que sea un impostor. En la corte, el Rey, se enfurece al saber del intento de asesinato y jura que atrapará a los conspiradores. Así, llama al Consejo y apresura a Tavannes para que tome medidas para controlar la ley en las calles, avisándole que si algo le sucede al almirante, él cargará con la responsabilidad. También se vuelve contra la Reina Madre, pensando que sus manos están manchadas de la sangre del asesinato frustrado, y le amenaza con llevarla a un convento si no se olvida de sus maquinaciones políticas. Ella responde avisándole que su trono no está seguro, ahora que el príncipe protestante Enrique está en la línea de sucesión, haciéndole dudar.
Mientras tanto, han llevado a De Coligny a su casa y llamado a un cirujano, y entonces Steven y Nicholas reciben una noticia sorprendente, la muerte del Abad de Amboise. Steven se dirige a los aposentos del Abad y ve el cuerpo allí. Parece que ha sido asesinado, y eso enfurece a la turba católica, lo que satisface a los conspiradores. Al día siguiente, Steven vuelve triste a la tienda de Preslin y se reúne con Anne. Poco después le sorprende ver al Doctor en persona, quien no admite críticas por su ausencia, e insiste que Steven y él deben abandonar la ciudad tan pronto como sea posible. Envían a Anne a la casa de su tía, y el Doctor le avisa que debe quedarse en casa bajo llave todo el día siguiente. Ella se marcha asustada y llorosa, mientras Steven y el Doctor van por la ciudad.
La Reina Madre ha convencido al rey de que los hugonotes son un peligro para su reinado, y ha firmado un edicto autorizando una matanza de hugonotes durante las siguientes veinticuatro horas. Ella también insiste que la matanza no se limite a la lista de Tavannes, con los supuestos enemigos del estado, sino que se dirija a todos los protestantes dentro de los muros de la ciudad, salvo el príncipe Enrique, a pesar de sus supuestas pretensiones al trono. El rey, por su parte, ordena que se cierren las puertas de la ciudad. Simon Duval y Colbert reciben la próxima matanza con más deleite y sed de sangre que Tavannes, que teme que la Reina Madre haya ido demasiado lejos.
El Doctor y Steven llegan a la TARDIS justo cuando la turba está a punto de empezar la matanza. Steven está de mal humor, preocupado por Anne y sus amigos, y enfadado porque el Doctor le haya obligado a marcharse. El Doctor insiste en que no se puede cambiar la historia: diez mil hugonotes morirán solo en París durante la matanza, que durará varias semanas. De Coligny y Nicholas Muss estarán entre las víctimas, y probablemente Anne también. 
Steven no puede aceptar que el Doctor haya dejado a Anne atrás, y está tan asqueado con su compañero que decide abandonarlo. Cuando la TARDIS aterriza, Steven le da un tenso adiós y sale a una zona de bosques. El Doctor se queda completamente solo por primera vez, y recuerda a todos los otros acompañantes que han viajado con él y después le han abandonado, sin saber qué hacer ahora, ya que volver a su planeta natal no es una opción. 
La TARDIS ha aterrizado en 1966, y una joven entra en la nave creyendo que es una cabina de policía en Wimbledon Common. Hay un niño pequeño herido en un accidente de tráfico y quiere hacer una llamada. Steven llega también, diciendo que se aproximan policías, y su corazón se ablanda cuando la joven se presenta como Dodo Chaplet. Es idéntica a Anne, lo que indica que ella sobrevivió a la matanza después de todo. Al oír la advertencia de Steven, el Doctor desmaterializa a toda prisa la TARDIS, sin darse cuenta hasta que ya han abandonado 1966 de que Dodo aún está a bordo. Steven le informa que no pueden volver, y que "podríamos aterrizar en cualquier parte", pero Dodo no se muestra preocupada, o simplemente no le cree. Le dice que ella es una huérfana que vive con su tía abuela, y así tiene pocos lazos, mientras la TARDIS continúa su viaje a la siguiente aventura.

### Continuidad
- En el último episodio del serial se presenta a Dodo Chaplet, interpretada por Jackie Lane. La historia sugiere que Dodo es descendiente de Anne Chaplet, sin embargo se suele señalar que esto solo sería posible si Anne hubiera tenido un hijo ilegítimo o se hubiera casado con alguien que compartiera su apellido.
- Según el libro Doctor Who: Companions de David J. Howe y Mark Stammers, en el episodio final del serial estaba previsto incluir un cameo de William Russell y Jacqueline Hill en sus papeles de los antiguos acompañantes Ian Chesterton y Barbara Wright. En la escena, Ian y Barbara verían la desmaterialización de la TARDIS después de que Dodo entrara. Aunque se preparó todo, jamás se filmó.

## Producción
| Episodio          | Fecha de emisión      | Duración | Espectadores en millones | Estado en el archivo              |
| ----------------- | --------------------- | -------- | ------------------------ | --------------------------------- |
| War of God        | 5 de febrero de 1966  | 24:51    | 8,0                      | Solo quedan fotogramas y el audio |
| The Sea Beggar    | 12 de febrero de 1966 | 24:43    | 6,0                      | Solo quedan fotogramas y el audio |
| Priest of Death   | 19 de febrero de 1966 | 24:33    | 5,9                      | Solo quedan fotogramas y el audio |
| Bell of Doom      | 26 de febrero de 1966 | 25:06    | 5,8                      | Solo quedan fotogramas y el audio |
| [ 1 ] [ 2 ] [ 3 ] |                       |          |                          |                                   |

- El editor de guiones Donald Tosh en realidad escribió prácticamente todo el serial después de que el guion que envió John Lucarotti se considerara demasiado alejado de la línea argumental que le pidieron Tosh y el productor John Wiles. Lucarotti se enfadó tanto por los cambios que exigió que quitaran su nombre de los créditos. Los testimonios de si se accedió o no a su petición se contradicen unos con otros.[4][5] Tosh también fue acreditado como coescritor. El nuevo editor de historias, Gerry Davis, apareció acreditado en el episodio final en lugar de Tosh.

### Títulos alternativos
- Algunos documentos de producción originales indican que el nombre del serial es The Massacre of St Bartholomew's Eve (La matanza de la víspera de San Bartolomé), aunque esto es un anacronismo, ya que la matanza de San Bartolomé ocurrió de día. Algunos indican que el nombre original en francés, (Massacre de la Saint-Barthélemy) no menciona día, y el título se refiere realmente a los eventos que llevan a la propia matanza, esto es, se refieren a la víspera de San Bartolomé.
- La publicación de BBC Radio Collection le da el título variado de The Massacre o The Massacre of St Bartholomew's Eve. En la carátula se usa el título corto, pero en el libreto aparecen los dos títulos. Los CD tienen impreso The Massacre of St Bartholomew's Eve y así es como anuncia el título Peter Purves en la propia grabación.